# Live in America (Rowwen Hèze)
Live in America (sub-titel Rowwen Hèze in de tent) is een live-dvd van Rowwen Hèze. Het werd op 5 april 2004 door V2 Records uitgebracht, samen met een begeleidende bonus-cd waarop vier unplugged-nummers te horen zijn. De dvd bevat een live-registratie van het traditionele Slotconcert in America dat werd gegeven op 15 november 2003.
Onder de fans van Rowwen Hèze klonk al geruime tijd de wens om een vervolg op het live-album In de wei uit 1992. Tijdens het slotconcert van 2003 kwam deze wens in vervulling: op verschillende locaties in de grote feesttent waren camera's te vinden voor de registratie van dit concert. Op de foto op de dvd-hoes is te zien hoe de mobiele camera-armen zijn behangen met in het rond gegooide T-shirts.
De dvd Live in America vormt een tweeluik met de cd/dvd D.A.D.P.G.S. Samen bieden ze een overzicht van de twee gezichten van Rowwen Hèze live: feestvieren in de tent en kalmte in het theater.

## Tracklist

### Dvd
1. Geluksknikker
2. Wandele
3. En dan is 't mar dom
4. Auto, vliegtuug
5. De toet
6. Dichtbeej
7. Soep van gister
8. IJzeren Thijs
9. D.A.D.P.G.S.
10. Kroenenberg
11. Twieje wurd
12. Gespeegeld in de raam
13. De Peel in brand
14. Zondag in 't zuiden
15. Ien minuut
16. Eiland in de reagen
17. D'n duvel is los
18. Vlinder
19. Vur de kerk op 't plein
20. Bestel mar
21. De neus umhoeg
22. Hoe kan dat da
23. Koning Hay
24. Irene
25. Bertje
26. Vergeate
27. Proat met meej
28. Malle Babbe
29. Limburg
30. Rosamunde
31. Trompetten-echo
32. Tuba

### Cd
1. Goud
2. Same met ow
3. De moan
4. Dichter bij ow